# Claudia Willger
Claudia Willger (* 25. Februar 1961 in Saarbrücken) ist eine deutsche Politikerin der Partei Bündnis 90/Die Grünen. Von  2004 bis 2012 war sie Abgeordnete im Landtag des Saarlandes.

## Beruf
Nach dem Abitur am Deutsch-Französischen Gymnasium in Saarbrücken 1980 nahm Willger das Studium der Rechtswissenschaft und Politikwissenschaft auf. 1986 legte sie das erste juristische Staatsexamen ab. Es folgte ein Referendariat beim Oberlandesgericht – Bezirk Saarbrücken (mit Unterbrechung durch Erziehungsurlaub von Dezember 1987 bis Dezember 1988) und das zweite Staatsexamen im Jahr 1989. Ebenfalls 1989 erhielt Willger die Zulassung zur Rechtsanwaltschaft. Seitdem ist sie selbständig in ihrer eigenen Kanzlei. In einem medienwirksamen Prozess um das Verschwinden eines fünfjährigen Kindes im Saarbrücker Stadtteil Burbach, der als Fall Pascal bundesweit Aufsehen erregte, trat sie 2003–2008 als Vertretung des minderjährigen Zeugen Kevin in der Nebenklage in Erscheinung.

## Politik
Willger ist seit 1980 Mitglied der Grünen. Von 1982 bis 1984 war sie Vorsitzende des Kreisverbands Saarbrücken. Seit 1996 ist sie Fraktionsvorsitzende im Stadtrat von Saarbrücken, dem sie schon von 1986 bis 1989 angehörte.
Von 2002 bis 2016 war sie Landesvorsitzende neben Hubert Ulrich. 2004 zog sie in den Landtag des Saarlandes ein und war seitdem stellvertretende Vorsitzende der grünen Fraktion. Am 29. August 2007 wurde sie vom Landtag als zweite Schriftführerin bestimmt, nachdem die bisherige Amtsinhaberin Barbara Spaniol aus ihrer Fraktion ausgetreten war.
Am 17. März 2011 wurde Willger zur Oberbürgermeisterkandidatin in Saarbrücken gewählt. Die Wahl fand am 23. Oktober 2011 statt. Sie erreichte ca. 7 % der Stimmen und lag hinter Peter Strobel von der CDU (25 %) aber noch vor Friedhelm Fiedler von der FDP, welcher 6 % der Stimmen bekam.
Bei der Landtagswahl im Saarland 2012 kandidierte sie erneut, verfehlte mit dem Landeslistenplatz 4 jedoch den Einzug ins Parlament.
2016 wurde Claudia Willger zur Ehrenvorsitzenden der Saar-Grünen gewählt.

## Persönliches
Claudia Willger ist römisch-katholisch. Sie ist geschieden und Mutter von zwei Kindern.